# گیمز فور ویندوز لایو
گیمز فور ویندوز لایو یا GFWL (با نام تجاری Games for Windows – LIVE) یک سرویس بازی آنلاین بود که کاربران رایانه‌های شخصی ویندوز را قادر می‌ساخت تا بتوانند به صورت آنلاین بازی کنند.
جانشین گیمز فور ویندوز اکنون مایکروسافت استور برای رایانه‌های شخصی است که به بازیکنان روی رایانه اجازه می‌دهد تا از عملکردهای شبکه ایکس باکس استفاده کنند و بازی‌های مختلف ایکس باکس را بدون داشتن کنسول بازی کنند.